# Wehr, Baden-Württemberg
Wehr là một thị trấn thuộc huyện Waldshut, bang Baden-Württemberg, Đức. Nơi đây nằm cách Bad Säckingen 9 km về phía bắc và cách Lörrach 18 km về phía đông.